# Giacomo Balbi Piovera
Giacomo Balbi Piovera (né le 11 septembre 1800 à Milan et mort le 14 septembre 1878  à Gênes) est un agronome et un homme politique italien.

## Biographie
Giacomo Balbi Piovera nait de Giacomo Francesco Maria, marquis de Piòvera, patricien génois, et d'Adelaide Marta Operon. Il épouse la fille de Gian Carlo Di Negro, Francesca, surnommée Fanny.
Giacomo entre en relation avec Mazzini et s'implique dans le complot de la Giovine Italia de 1833. Arrêté et emprisonné dans la citadelle d'Alessandria, il est peu après condamné à l'isolement dans la ville de Piovera.
Le climat politique évolue avec le changement de Charles Albert de Savoie. Giacomo est de retour à Gênes, entre 1846 et 1848 et avant que n'arrive en 1849 le saccage de Gênes, il adhère peu à peu au parti modéré dont il sera plus tard l'un des leaders.
Politicien, mais aussi homme de sciences, il est parmi les participants du VIIIe Congrès des scientifiques.
À Gênes, Balbi Piòvera réside dans le palais Balbi Senarega de la via Balbi (désormais au 4 de la via Balbi), bâtiment historique de la famille Balbi, dont l'architecte du XVIIe siècle est Bartolomeo Bianco.

### Giacomo Balbi Piovera et la garde civique génoise
Giacomo est l'un des fondateurs de la garde civique génoise (ou garde nationale), une institution dont l'idée est due à un notable génois, Vincenzo Ricci.

### Parlementaire du Royaume et activité de recherche en agronomie
Giacomo quitte Gênes et la participation à la garde civique, il conserve des positions favorable aux Savoie, choix partagé par son frère Francesco Senarega Balbi et par ses amis Gaetano Pareto, Domenico Elena, Paolo Farina, Paolo Magioncalda.
Il s'installe à Piovera en 1865 pour se consacrer à l'étude de nouvelles méthodes dans le domaine de l'agronomie, cherchant de résoudre les problèmes d'une société agraire encore très arriérée. Il fait construire une usine de filature de soie.
En 1855 à Paris il  est fait chevalier de la Légion d'honneur[réf. nécessaire] pour sa soie grège exposée à l'Exposition internationale.
Élu sénateur, il participe aux sessions parlementaires à Rome.

## Récompenses et distinctions
- Chevalier de l'Ordre des Saints-Maurice-et-Lazare
- Officier de l'Ordre de la Couronne d'Italie
- Médaille de bronze de la valeur militaire
- Chevalier de l'Ordre national de la Légion d'honneur

## Source de la traduction
- (it) Cet article est partiellement ou en totalité issu de l’article de Wikipédia en italien intitulé « Giacomo Balbi Piovera » (voir la liste des auteurs).